# Saipanella marianna
Saipanella marianna är en mångfotingart som beskrevs av Chamberlin 1945. Saipanella marianna ingår i släktet Saipanella och familjen Pseudospirobolellidae. Inga underarter finns listade i Catalogue of Life.